# Focke-Wulf Fw 56
Focke Wulf Fw 56 Stößer (Stösser, pol. krogulec) – niemiecki samolot myśliwsko-treningowy, jednosilnikowy górnopłat konstrukcji Kurta Tanka.

## Historia

Silnik Argus As-10 eksponowany w MLP w Krakowie

Samolot został skonstruowany zgodnie z wytycznymi Ministerstwa Lotnictwa Rzeszy (Reichsluftfahrtministeriums), jako propozycja konkurencyjna wobec konstrukcji Arado Ar 76 i Heinkel He 74. Była to pierwsza konstrukcja grupy kierowanej przez Kurta Tanka. Miała to być konstrukcja łącząca zastosowania lekkiego pomocniczego myśliwca obrony powietrznej i samolotu treningowego dla pilotów myśliwskich. W praktyce używany był jedynie jako samolot treningowy i do holowania szybowców. W listopadzie 1933 odbyły się pierwsze loty prototypu, po których samolot został oddany do wytwórni dla wniesienia niezbędnych poprawek. Latem 1935, po serii lotów, w trakcie których porównywano zgłoszone do konkursu projekty, podjęto decyzję o skierowaniu samolotu do produkcji seryjnej.
Jedyną wersją seryjną była Fw 56A-1. Wyprodukowano do 1940 około 1000 egzemplarzy tej wersji, z których większość użytkowano w Niemczech, część natomiast w Austrii i na Węgrzech. Samolot był użytkowany nie tylko przez siły zbrojne, lecz także przez prywatne osoby; jeden egzemplarz kupił np. Gerd Achgelis, który wraz z Heinrichem Focke skonstruował później śmigłowiec Fw 61.
Pułkownik Ernst Udet, który był zwolennikiem użycia bombowców szturmowych, osobiście wypróbował na drugim prototypie samolotu, oznaczonym Fw 56 V2, zrzucanie bomb w locie nurkowym. Jego uwagi wykorzystano podczas projektowania i oblatywania bombowców nurkujących Junkers Ju 87.